# Grand Prix der Volksmusik 2007
Il 22. Grand Prix der Volksmusik si è svolto il 25 agosto 2007 a Vienna (Austria). I paesi partecipanti sono stati - come negli anni precedenti - Germania, Austria, Svizzera e Alto Adige. In ciascun paese viene trasmessa in televisione una preselezione nazionale (o regionale nel caso dell'Alto Adige/Südtirol). In seguito per ogni paese vengono ammessi alla finale le quattro esecuzioni maggiormente votate.
La preselezione svizzera ha avuto luogo il 21 aprile a Zurigo, quella germanica il 17 maggio a Monaco di Baviera, quella sudtirolese il 1º giugno a Lagundo presso Merano e infine quella austriaca il 2 giugno a Vienna. Le manifestazioni, ciascuna della quale pubblicherà un album con tutti i partecipanti, sono state trasmesse in diretta televisiva nei rispettivi territori.
La finale è stata trasmessa il 25 agosto 2007 da Vienna a cura della radiotelevisione austriaca ORF in Eurovisione, ed è stata quindi ricevuta in contemporanea dalle altre televisione dell'area linguistica tedesca: ZDF in Germania, SF in Svizzera e da RAI Sender Bozen in Alto Adige.
La vittoria è andata ai tirolesi Sigrid & Marina accompagnati dai Zillertaler Haderlumpen con Alles hat zwei Seiten.

## Classifica della preselezione svizzera 2007
I primi quattro titoli vengono ammessi alla finale. I seguenti titoli sono elencati in ordine di presentazione.
| N. di presentazione | Interprete                                  | Titolo                        | Posto  | Percentuale |        |
| ------------------- | ------------------------------------------- | ----------------------------- | ------ | ----------- | ------ |
| 12                  | Beatrice & Lys Assia                        | Sag mir wo wohnen die Engel   | 1      | ?           |        |
| 7                   | Nicolas Senn & Alexandra Schmied            | Mit Schwung durchs Alpenland  | 2      | ?           |        |
| 10                  | Monique                                     | Ich bin die glücklichste Frau | 3      | ?           |        |
| 3                   | Marcel Schweizer & Regina Engel             | Die Zeit mir dir              | 4      | ?           |        |
| 1                   | Roli Berner & Der Original Voralpen Express | Es wird alles wieder gut      | ?      | ?           |        |
| 2                   | Sarina                                      | Soll ich das wirklich glauben | ?      | ?           |        |
| 4                   | Nico Sanders                                | Ein Traum                     | ?      | ?           |        |
| 5                   | Swiss Military CHAOS Schockestra            | Viva la vida                  | ?      | ?           |        |
| 6                   | Jessica Ming                                | Zu nah am Feuer               | ?      | ?           |        |
| 8                   | Die Teddys                                  | Träume                        | ?      | ?           |        |
| 9                   | ChueLee                                     | Die Berge und der liebe Gott  | ?      | ?           |        |
| 11                  | Reto Graf                                   | Min Ätti                      | ?      | ?           |        |
| Luogo ospitante     | Luogo ospitante                             | Zurigo                        | Zurigo | Zurigo      | Zurigo |

## Classifica della preselezione germanica 2007
I primi quattro titoli vengono ammessi alla finale.
| N. di presentazione | Interprete            | Titolo                                  | Posto  | Punti  |        |
| ------------------- | --------------------- | --------------------------------------- | ------ | ------ | ------ |
| 15                  | Die Schäfer           | Das alles hat uns Gott geschenkt        | 1      | 60     |        |
| 8                   | Anita Burck           | Wo Kinder lachen                        | 2      | 55     |        |
| 14                  | Angela Wiedl          | Das Lied der Heimat                     | 3      | 51     |        |
| 13                  | Marco                 | Walzer der Liebe                        | 4      | 50     |        |
| 1                   | Axel Becker           | Bella Angela (Die Schönste aller Rosen) | 5      | 44     |        |
| 7                   | Marcel                | Sing' ein Lied für die Mama             | 6      | 39     |        |
| 12                  | Claudia & Alexx       | Glaub an das, was dein Herz sagt        | 7      | 33     |        |
| 2                   | Romy & Christian      | 1000 Fragen an die Liebe                | 8      | 32     |        |
| 11                  | Gentlemen of Trumpets | Heut' ist unser Tag                     | 9      | 22     |        |
| 3                   | Sanfte Engel          | Ich sag' Adieu, St. Tropez              | 10     | 22     |        |
| 5                   | Marina                | Warst du heut' schon glücklich          | 11     | 21     |        |
| 10                  | Astrid Breck          | Es lebe die Freundschaft                | 12     | 16     |        |
| 9                   | Rabaue                | Voulez-vous                             | 13     | 14     |        |
| 4                   | Tommy Benz            | Weil ich Dich liebe                     | 14     | 11     |        |
| 6                   | Allgäupower           | Wir machen Musik für Euch               | 15     | 10     |        |
| Luogo ospitante     | Luogo ospitante       | Monaco                                  | Monaco | Monaco | Monaco |

## Classifica della preselezione austriaca 2007
| N. di presentazione | Interprete                                      | Titolo                           | Posto  | Percentuale |        |
| ------------------- | ----------------------------------------------- | -------------------------------- | ------ | ----------- | ------ |
| ?                   | Sigrid & Marina mit den Zillertaler Haderlumpen | Alles hat zwei Seiten            | ?      | ?           |        |
| ?                   | Ö 5                                             | Almwind                          | ?      | ?           |        |
| ?                   | Conny Singer & Tiroler Adler                    | Die Melodie für die Welt         | ?      | ?           |        |
| ?                   | Astrid und die TonArt Freunde                   | Du und i – für immer             | ?      | ?           |        |
| ?                   | Adriano                                         | Ein Ave Maria                    | ?      | ?           |        |
| ?                   | Natalie & Die Heimatstürmer                     | Erzähl mir von der Liebe         | ?      | ?           |        |
| ?                   | Alpenrebellen                                   | Freund' für's ganze Leb'n        | ?      | ?           |        |
| ?                   | Kurt Elsasser & Nadja                           | Heimat                           | ?      | ?           |        |
| ?                   | Jazz Gitti & Her Discokillers                   | I wü a Lederhosn                 | ?      | ?           |        |
| ?                   | Erwin Aschenwald & Die Mayrhofner               | Mutter Thereza                   | ?      | ?           |        |
| ?                   | Die Krochledern                                 | Die Hauptsach wir san gsund      | ?      | ?           |        |
| ?                   | Marc Bell                                       | Nächsten Sonntag komm ich wieder | ?      | ?           |        |
| ?                   | Die Draufgänger                                 | Nur ein leises Vaterunser        | ?      | ?           |        |
| ?                   | Manuel Berger                                   | Sehnsucht heißt, ich liebe dich  | ?      | ?           |        |
| ?                   | Meissnitzter Band                               | Wia die Zeit vergeht             | ?      | ?           |        |
| Luogo ospitante     | Luogo ospitante                                 | Vienna                           | Vienna | Vienna      | Vienna |

## Classifica della preselezione sudtirolese 2007
Le canzoni sono state scelte tramite televoto (telefono o sms) con 10 minuti a disposizione per votare. Sono pervenuti 65.383 voti (quasi il doppio rispetto all'anno precedente). La preselezione è stata trasmessa in diretta (a partire dalle 20:15) da RAI Sender Bozen. La manifestazione è stata presentata dalla bolzanina Sonja Weissensteiner.
| N. di presentazione | Interprete                                                             | Titolo                                 | Posto   | Percentuale |         |
| ------------------- | ---------------------------------------------------------------------- | -------------------------------------- | ------- | ----------- | ------- |
| ?                   | Geschwister Niederbacher                                               | Beim Geld da hört die Freundschaft auf | ?       | ?           |         |
| ?                   | Steffen Jürgens & Renate mit den Südtiroler Alpenspatzen               | Dann ist es Liebe                      | ?       | ?           |         |
| ?                   | Die Wipptaler                                                          | Der Hof am Berg                        | ?       | ?           |         |
| ?                   | Die Trenker                                                            | Freiheit ist ein teures Gut            | 4       | 9,71%       |         |
| ?                   | Die Pustertaler                                                        | Heit gemma tanz'n                      | 1       | 10,00%      |         |
| ?                   | Bergdiamanten                                                          | Ich lieb die Einsamkeit der Berge      | ?       | ?           |         |
| ?                   | Südtiroler Spitzbuam                                                   | Korsika                                | ?       | ?           |         |
| ?                   | Mark Alexander                                                         | Melodien der Heimat                    | 2       | 9,96%       |         |
| ?                   | Marion & Luis mit Kleeblatt                                            | Nein ich will dich nicht verlieren     | ?       | ?           |         |
| ?                   | Freiheit und Alex                                                      | Rosen der Heimat                       | ?       | ?           |         |
| ?                   | Pseirer Spatzen                                                        | Südtiroler Power                       | ?       | ?           |         |
| ?                   | Olmsound                                                               | Vergiss die Heimat nie                 | ?       | ?           |         |
| ?                   | Werner Haller & Karl Hans Peter mit seinen Orig. Südtiroler Musikanten | Verzeih                                | ?       | ?           |         |
| ?                   | Etschland-Express                                                      | War es nur ein Sommerflirt             | ?       | ?           |         |
| ?                   | Vincent & Fernando                                                     | Zünd eine Kerze an                     | 3       | 9,82%       |         |
| Luogo ospitante     | Luogo ospitante                                                        | Lagundo                                | Lagundo | Lagundo     | Lagundo |

## Classifica del Grand Prix der Volksmusik 2007
Dopo tre vittorie altoatesine, il Bergkristall è tornato in Austria grazie a Sigrid & Marina accompagnati dai Zillertaler Haderlumpen. Per il secondo anno consecutivo i sudtirolesi Vincent & Fernando chiudono al secondo posto con 32 punti.
| N. di presentazione. | Paese           | Interprete                                  | Titolo                           | Posizione | Punti  |
| -------------------- | --------------- | ------------------------------------------- | -------------------------------- | --------- | ------ |
| 14                   | A               | Sigrid & Marina coi Zillertaler Haderlumpen | Alles hat zwei Seiten            | 1         | 34     |
| 15                   | I               | Vincent & Fernando                          | Zünd eine Kerze an               | 2         | 32     |
| 10                   | A               | Erwin Aschenwald & Die Mayrhofner           | Mutter Thereza                   | 3         | 30     |
| 13                   | D               | Die Schäfer                                 | Das alles hat uns Gott geschenkt | 3         | 30     |
| 11                   | I               | Mark Alexander                              | Melodien der Heimat              | 5         | 28     |
| 5                    | D               | Anita Burck                                 | Wo Kinder lachen                 | 5         | 28     |
| 16                   | CH              | Monique                                     | Ich bin die glücklichste Frau    | 7         | 23     |
| 8                    | CH              | Nicolas Senn & Alexandra Schmied            | Mit Schwung durchs Alpenland     | 8         | 18     |
| 2                    | A               | Die Draufgänger                             | Nur ein leises Vaterunser        | 9         | 16     |
| 1                    | D               | Marco                                       | Walzer der Liebe                 | 10        | 15     |
| 4                    | CH              | Marcel Schweizer & Regina Engel             | Die Zeit mit dir                 | 11        | 14     |
| 12                   | CH              | Beatrice & Lys Assia                        | Sag mir wo wohnen die Engel      | 11        | 14     |
| 3                    | I               | Die Pustertaler                             | Heit gemma tanz'n                | 13        | 13     |
| 6                    | A               | Astrid und die TonArt Freunde               | Du und i für immer               | 14        | 6      |
| 9                    | D               | Angela Wiedl                                | Das Lied der Heimat              | 14        | 6      |
| 7                    | I               | Die Trenker                                 | Freiheit ist ein teures Gut      | 16        | 5      |
| Luogo ospitante      | Luogo ospitante | Vienna                                      | Vienna                           | Vienna    | Vienna |